# Cipinang (Pulo Gadung)
Cipinang ist ein indonesisches Kelurahan („Dorf“). Es liegt im Distrikt (Kecamatan) Pulo Gadung, Regierungsbezirk Ostjakarta (Jakarta Timur). In Cipinang leben 37.889 Menschen (Stand: 2010).
Hier befindet sich das bekannte Hochsicherheitsgefängnis Cipinang.